# 작전명 바시티 블루스: 부정 입학 스캔들
《작전명 바시티 블루스: 부정 입학 스캔들》(영어: Operation Varsity Blues: The College Admissions Scandal)은 미국에서 제작된 크리스 스미스 감독의 2021년 다큐멘터리, 범죄, 드라마 영화이다. 미국 명문 대학 부정입학 스캔들을 다룬 영화이다.

## 출연진

### 주연
- 매튜 모딘: 릭 싱어 역

### 조연
- 사라 채니: 엘리자베스 키팅 역
- 리로이 에드워즈 3세: 운동감독 역
- 켄 와일러: 스티븐 셈프레비보 역
- 로저 리그낵: 존 B. 윌슨 역